# Marcos Lencina
Marcos Alejandro Lencina (Pergamino, Buenos Aires, Argentina, 23 de marzo de 1973) es un exfutbolista y director técnico argentino. Jugaba de delantero y militó en diversos clubes de Argentina, Chile, España e Italia.
Pese a haber nacido en Argentina, Lencina jugó la mayor parte de su carrera en el extranjero, siendo Italia el país donde más veces jugó, ya que militó en 3 clubes del ascenso de ese país.

## Clubes
| Club                          | País      | Año       |
| ----------------------------- | --------- | --------- |
| Douglas Haig                  | Argentina | 1990-1997 |
| Provincial Osorno             | Chile     | 1997-1998 |
| Deportes Concepción           | Chile     | 1999      |
| UE Lleida                     | España    | 1999-2000 |
| Estudiantes de Río Cuarto     | Argentina | 2000      |
| Douglas Haig                  | Argentina | 2001      |
| Fanfulla 1874                 | Italia    | 2001-2003 |
| Castellana                    | Italia    | 2003-2006 |
| Juventud Unida (Gualeguaychú) | Argentina | 2006      |
| Lavagnese 1919                | Italia    | 2006-2007 |